# Grand Prix Alanya
Grand Prix Alanya – jednodniowy wyścig kolarski rozgrywany corocznie od 2018 w okolicach tureckiego miasta Alanya.
Od początku istnienia należy do cyklu UCI Europe Tour, w którym posiada kategorię 1.2.
Odbywa się również kobiecy wyścig o tej samej nazwie.

## Zwycięzcy
Opracowano na podstawie:
| Rok  | Pierwsze           | Drugie            | Trzecie            |
| ---- | ------------------ | ----------------- | ------------------ |
| 2018 | Kiriłł Pozdniakow  | Onur Balkan       | Iwan Bałykin       |
| 2019 | Lucas Carstensen   | Jauhienij Karalok | Patryk Stosz       |
| 2020 | Paweł Bernas       | Fabian Schormair  | Onur Balkan        |
| 2021 | Davide Gabburo     | Filippo Colombo   | Alessandro Tonelli |
| 2022 | Alessio Martinelli | Sindre Kulset     | Anatolij Budiak    |